# Choina kanadyjska
Choina kanadyjska (Tsuga canadensis L.) – gatunek drzewa iglastego z rodziny sosnowatych. Pochodzi z lasów Ameryki Północnej. Zasięg występowania obejmuje północno-wschodnią Minnesotę, od Quebec do Nowej Szkocji i na południe do Appalachów. Dobrze toleruje miejsca zacienione i osiąga wiek nawet do 400 latpotrzebne źródło. W Polsce gatunek uprawiany jako roślina ozdobna, rzadziej wprowadzany do lasów gospodarczych. Uznawany za zadomowiony na nielicznych stanowiskach w zachodniej części kraju (kenofit). Lokalnie może tworzyć zwarte odnowienia pochodzące z samosiewu.

## Morfologia

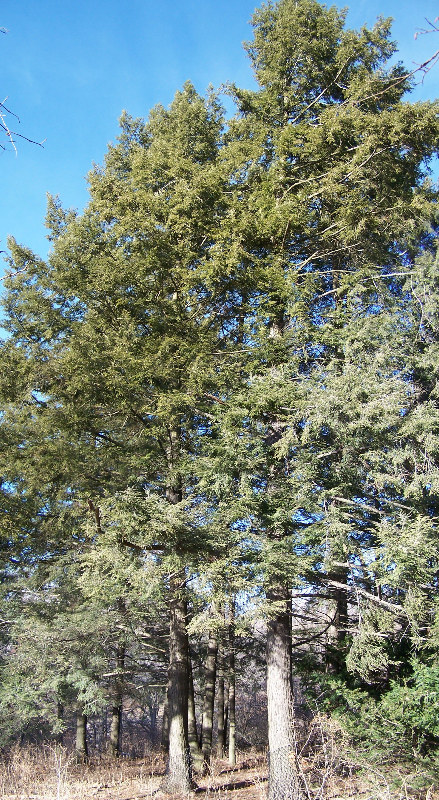
Pokrój

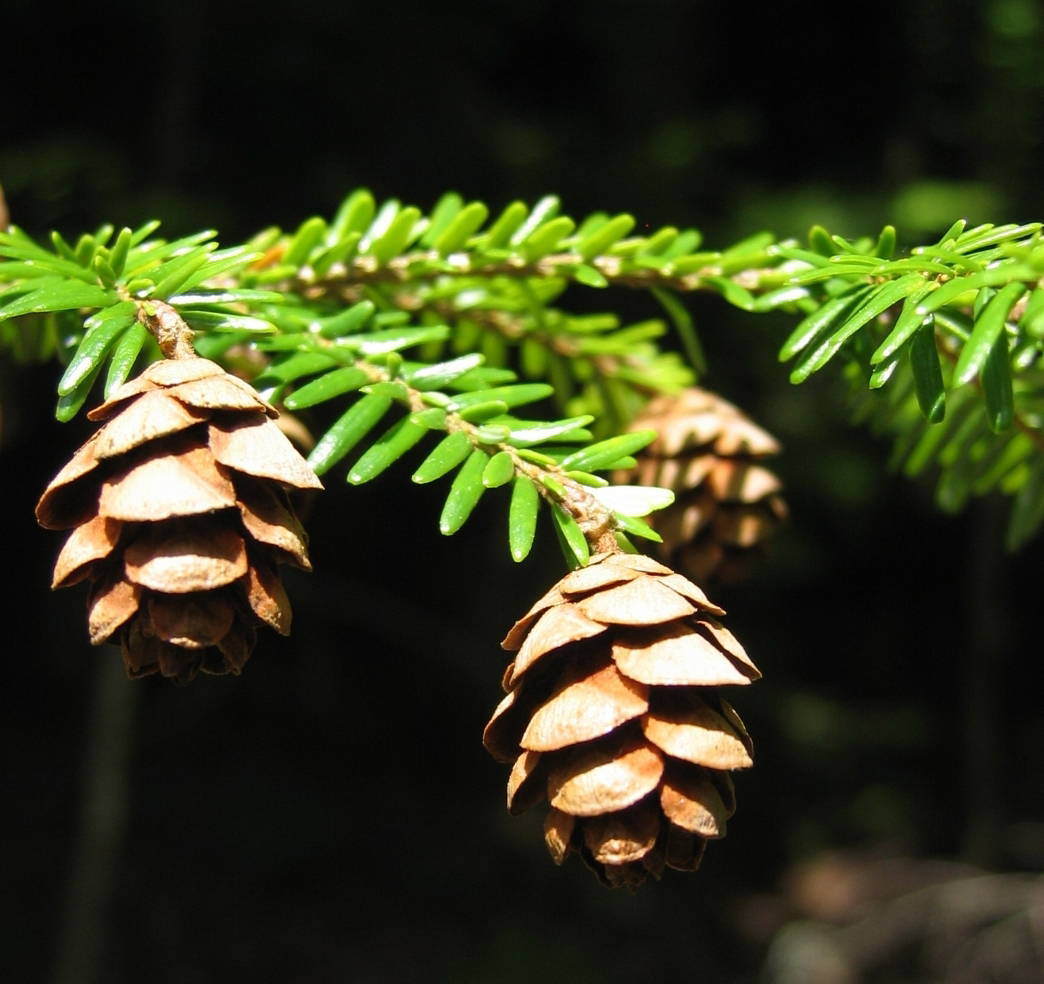
Dojrzałe szyszki

Korona drzewa bardzo nieregularna, dość szeroka, z gęstymi gałęziami; osiąga wysokość około 30 metrów; pędy szczytowe rozwinięte są niewyraźnie, a wierzchołki pędów szczytowych i bocznych – zwisające; dolne gałęzie bywają bardzo grube.
- pień: kora chropowata i pomarszczona, szaro-brązowa z wiekiem przechodząca w czerwono-brązowy kolor
- liście: igły spłaszczone, spiralnie rozmieszczone, wykręcone u podstawy, układające się w dwa rzędy po obu stronach gałązki; igły osiągają 8–15 mm długości, 2 mm szerokości; ciemnozielone z wierzchu, z niebiesko-białymi porami na spodzie
- kwiaty: kwitnie od kwietnia do maja
- szyszki: stożkowato-owalne, o 15–22 mm długości i 8–10 mm szerokości; w porze dojrzewania ciemnobrunatne, z łuskami o słabo zgrubiałych brzegach[7]

## Pozostałe informacje
Choina kanadyjska jest drzewem-symbolem amerykańskiego stanu Pensylwania. Tamże, niedaleko miasta Tionesta, znaleziono jej najstarszy okaz, którego wiek w 1978 roku oszacowano na 554 lata, a rosnący w otoczeniu dwóch co najmniej pięciusetletnich drzew.